# Robert Hennet
Robert Joseph Charles Hennet (* 22. Januar 1886; † 1930) war ein belgischer Fechter.

## Erfolge
Robert Hennet nahm an zwei Olympischen Spielen teil. Bei den Olympischen Spielen 1912 in Stockholm erreichte er mit der belgischen Degen-Equipe die Finalrunde, die er mit Victor Willems, François Rom, Henri Anspach, Jacques Ochs, Fernand de Montigny, Gaston Salmon und Paul Anspach auf dem ersten Rang beendete und somit Olympiasieger wurde. Mit der Säbel-Mannschaft belegte er den fünften Rang. Im Florett-Einzel schied er in der Halbfinalrunde aus. 1920 verpasste er in Antwerpen als Vierter mit der Mannschaft knapp einen weiteren Medaillengewinn. Im Säbel-Einzel erreichte er den siebten Rang, während er mit der Florett-Mannschaft den sechsten Rang belegte.